# Yahoo!オークション事件
Yahoo!オークション事件（ヤフーオークションじけん）とは、反ユダヤ人排斥連盟などの団体とYahoo!社がフランスとアメリカ合衆国両国の裁判所で争った一連の訴訟である。フランスにおいては差別的表現として禁止されている表現が、アメリカ合衆国では人権として保護を受けるべき表現行為とされたため、複雑な論点を含む。

## 経緯
アメリカにサーバのあるYahoo!が運営するオークションのサイト上にナチス関連の商品が出品され、ナチス関連物品の陳列が刑法によって禁止されるフランスでも閲覧可能な状態に置かれていたため、反ユダヤ人排斥連盟やフランスユダヤ人学生連盟などの団体がデータの破棄と削除を求めて、フランスの裁判所に提訴した。

## フランスでの裁判
パリ大審裁判所での一連の裁判を概説する。

### 仮処分命令（2000年5月22日）
フランス国内において、販売目的でナチス関連物品を陳列することは、フランス刑法典第R.645-2条に違反する。したがってフランス領内にいる者がこれらの物品の売買行為に参加できるようインターネットの画面上に表示することによって、Yahoo!社は「非行」を為し、ナチズムの流布を告発することを目的に活動している反ユダヤ人排斥連盟やフランスユダヤ人学生連盟に対して損害を与えた。サイトのサーバがアメリカにあるのだとしても損害がフランス国内で発生している以上、フランス新民事訴訟法典46条に基づき、フランスの裁判所が本件を審理する管轄権を有する。
Yahoo!社はフランスからのアクセスのみを制限するのは技術的に不可能と主張した。しかしIPアドレスによってフランスからのアクセスを制限することは可能であるし、どこからアクセスされているか分からない場合には一律にアクセスを制限することも可能である。したがって、Yahoo!社はナチス関連の物品が出品されているページにフランスからアクセスできないように制限しなければならない。

### 仮処分命令（2000年11月20日）
Yahoo!社はすでに臓器、麻薬、児童ポルノ関連のオークション出品を拒否しており、ナチス関連についても出品を拒否することでほとんどコストが生じることはない。むしろナチス関連商品の出品拒否によって倫理的・道徳的要請が満たされることになるはずである。したがって、Yahoo!社は2000年5月22日に下された命令に従わなければならない。

### 判決（2003年2月11日）
Yahoo!社は2001年1月にYahoo!オークションサイトのシステムを修正し、ナチス関連物品の出品を受け付けないようにした。Yahoo!社は2000年11月20日の命令に迅速に対応した。通信自由法48-3条に基づき、Yahoo!社の民事責任もYahoo!社社長の刑事責任も発生しない。

## アメリカ合衆国での裁判
アメリカ合衆国での一連の裁判を概説する。

### 判決（2001年6月7日）
Yahoo!社は、アメリカ合衆国憲法およびアメリカ国内の諸法に違反するため、フランスの裁判所が下した2000年11月20日の命令はアメリカ国内では執行できない、との宣言判決を求めた。これに対し反ユダヤ人排斥連盟とフランスユダヤ人学生連盟は、アメリカの裁判所は裁判を行う対人管轄権を有さないと主張した。
これに対して裁判所は、フランスの裁判所の判決を執行することについての、フランスの主権的利益を尊重する。しかしフランスの主権的利益とアメリカ合衆国自身の主権的利益を比較考量した結果、裁判所は管轄権を有すると結論づけた。

### 判決（2001年11月7日）
アメリカ合衆国憲法修正第1条は、特定の観点(viewpoint)に基づく言論の規制を原則として禁じており、フランスの裁判所の命令はあまりに一般的なものであって、修正第1条が求める基準を満たさないものである。
フランスは、フランス国内においてどのような言論が許容されるのかを決定する主権的権利を有している。しかしアメリカ合衆国国内で憲法上保障されている言論に萎縮的効果を与えうる外国裁判所の命令を、アメリカ国内でアメリカの裁判所は執行できない。インターネット上の言論を統制する国際基準を定める法が存在しない現状、外国裁判所の判決・命令を執行すべきとの国際礼譲よりも、アメリカの裁判所は憲法修正第1条を尊重すべき義務を負う。

### 控訴審判決（2004年8月23日）
上記の判決を受け、反ユダヤ人排斥連盟らは、第九巡回区連邦控訴裁判所に控訴した。2004年8月23日、控訴審は、そもそも原審であるカリフォルニア州北地区サンホセの連邦地方裁判所には控訴人らに対する対人管轄権が認められないとして、原判決を破棄した。控訴審は、以前第九巡回区裁判所で定立された対人管轄権に関する基準を引用し、法廷地に居住していない被告が法廷地居住者である原告に向けて、原告が当該法廷地の居住者であることを知りながら不法な行為をした場合、それは当該法廷地に「(the) express aiming (明白に向けられたもの)」であるという要件を満たすが、本件被告らにそのような事情は存在しないと判示した。

### 控訴審大法廷判決（2006年1月12日）
2006年、同じ第九巡回区連邦控訴裁判所の大法廷判決は、地方裁判所の判決を破棄した上で、訴え却下の判決をするよう地方裁判所に差し戻した。
2006年5月30日、合衆国最高裁判所は、Yahoo!社による裁量上告（certiorari）の申立てを却下した。